# Igor Grimmich
Igor Grimmich (* 1979 Praha) je český malíř.

## Život
V letech 2002–2008 studoval malbu v atelieru doc. Michaela Rittsteina na Akademii výtvarných umění v Praze.
Od roku 2005 se prezentuje na samostatných a kolektivních výstavách (Nová trpělivost 2007, Normální malba 2008, Transfer 2008, Černočerná žluč 2013).
V roce 2006 obdržel cenu přehlídky Arskontakt za 3. místo, v roce 2010 se úspěšně zúčastnil soutěže Europols competition v Haagu. Žije a pracuje v Praze.

## Publikace
- Nová trpělivost/ New Patience, Vltavín, 2007, ISBN 80-86587-19-3
- Normální malba, ARSkontakt, 2008, ISBN 978-80-904288-0-5
- Igor Grimmich, Rychlostí světla, Ostrava, Šmíra-print, 2011, ISBN 978-80-87427-14-9
- Igor Grimmich, V zajetí řádu, Ostrava, Šmíra- print, 2008, ISBN 978-80-904185-2-3
- Grimmich, Krajc, Salajka a město / Kateřina Tučková, Ostrava, Galerie beseda